# Marc Salyers
Marc Douglas Salyers, (nacido el 28 de febrero de 1979 en Chicago, Illinois) es un exjugador de baloncesto estadounidense. Con 2.05 de estatura, actuaba habitualmente en la posición de ala-pívot.

## Trayectoria

### Clubes
| Club                     | País          | Año         |
| ------------------------ | ------------- | ----------- |
| Cimberio Novara          | Italia        | 2001 - 2003 |
| Oyak Renault B.K.        | Turquía       | 2003 - 2004 |
| Pau-Orthez               | Francia       | 2004        |
| Fenerbahçe               | Turquía       | 2004 - 2005 |
| BCM Gravelines-Dunkerque | Francia       | 2005        |
| BG Leitershofen          | Alemania      | 2005        |
| Busan KTF Magic Wings    | Corea del Sur | 2005        |
| RB Montecatini Terme     | Italia        | 2006        |
| Roanne                   | Francia       | 2006 - 2008 |
| Azovmash Mariupol        | Ucrania       | 2008        |
| Le Mans                  | Francia       | 2009 - 2010 |
| Pallacanestro Biella     | Italia        | 2010 - 2011 |
| Sagesse                  | Líbano        | 2011        |
| BC Sukhumi               | Georgia       | 2011        |
| Trabzonspor              | Turquía       | 2011 - 2012 |
| Al Mouttahed Tripoli     | Líbano        | 2012 - 2013 |
| STB Le Havre             | Francia       | 2013        |
| Basket Club d'Orchies    | Francia       | 2014        |